# 大江町議会
大江町議会（おおえまちぎかい）は、山形県西村山郡大江町の地方議会である。

## 概要
- 定数：11人
- 任期：4年（議会解散が実施されれば任期満了前であっても議員任期は終了する）
- 前回選挙：2023年（令和4年）9月10日投開票[1]（無投票）

- 選挙区：町全体を1選挙区とする大選挙区制（単記非移譲式）
- 所在地：山形県西村山郡大江町大字左沢882-1
- 主な役割：審議、議決、一般質問、同意、町政のチェック、請願や陳情の審査、意見書の提出、充て職、調査研究、行政行事出席等

### 委員会
- 議会運営委員会

#### 常任委員会
- 総務文教常任委員会
- 産業厚生常任委員会
- 議会広報常任委員会

### 定例会
- 3月、6月、9月、12月

### 事務局
- 議会事務局

## 党派
- 無所属11人

（2023年9月28日現在）

## 議員報酬等
| 役職   | 報酬            | 政務活動費 |
| ------ | --------------- | ---------- |
| 議長   | 月額 32万0000円 | 無し       |
| 副議長 | 月額 27万0000円 | 無し       |
| 議員   | 月額 25万5000円 | 無し       |

- 別途、年2回期末手当あり。
- 議員年金は2011年（平成23年）6月1日で廃止されている。

## その他
- 令和7年6月定例会初日の6月5日、議員らが紺色の法被を身にまとって「舟唄」を披露、伸びやかな声を議場に響かせた。2024年に大江町で毎年6月の第4日曜日を「最上川舟唄の日」と定めたことを契機としたもの。[3]